# Gabdołła Karżaubajew
Gabdołła Szałkaruły Karżaubajew (ros. Габдулла Шалкарович Каржаубаев; ur. w listopadzie 1904 w aule nr 15 w obwodzie akmolińskim, zm. 15 maja 1985) – radziecki i kazachski polityk, przewodniczący Rady Najwyższej Kazachskiej SRR (1951-1955).
Od 1924 referent i pomocnik prokuratora w Atbasarze, później sędzia ludowy, nauczyciel w seminarium nauczycielskim, przewodniczący kołchozu, pomocnik markszajdera w truście węglowym. Po kursach markszajderów w Semipałatyńsku i ukończeniu szkoły geologicznej w Swierdłowsku 1936 był głównym markszajderem i zastępcą głównego inżyniera kopalni. Działacz WKP(b), instruktor Komitetu Obwodowego Komunistycznej Partii (bolszewików) Kazachstanu w Karagandzie, od maja 1940 do listopada 1941 instruktor, a od listopada 1941 do lutego 1943 kierownik Wydziału Przemysłu Węglowego KC KP(b)K. Od lutego do sierpnia 1943 sekretarz KC KP(b)K ds. przemysłu węglowego, od sierpnia 1943 do 1947 zastępca sekretarza KC KP(b)K ds. przemysłu węglowego, 1945-1947 kierownik Wydziału Przemysłu Paliwowo-Energetycznego KC KP(b)K, od lutego 1947 do 25 lutego 1949 III sekretarz KC KP(b)K, od marca 1949 do września 1952 sekretarz KC KP(b)K. Od 28 marca 1951 do 28 marca 1955 przewodniczący Rady Najwyższej Kazachskiej SRR, od września 1952 do listopada 1955 I sekretarz Wschodniokazachstańskiego Komitetu Obwodowego KP(b)K/KPK, 1952-1955 słuchacz Wyższej Szkoły Partyjnej przy KC KPZR. 1957-1959 przewodniczący Komitetu Wykonawczego Rady Obwodowej w Ałma-Acie, 1959-1962 sekretarz Prezydium Rady Najwyższej Kazachskiej SRR, 1959-1976 przewodniczący Zarządu Kazachskiego Oddziału Towarzystwa Przyjaźni Radziecko-Mongolskiej, 1963-1968 sekretarz generalny Ministerstwa Spraw Zagranicznych Kazachskiej SRR, następnie na emeryturze.

## Odznaczenia
- Order Czerwonego Sztandaru Pracy (dwukrotnie)
- Order Wojny Ojczyźnianej I klasy
- Order „Znak Honoru”